# Sretenjská ústava

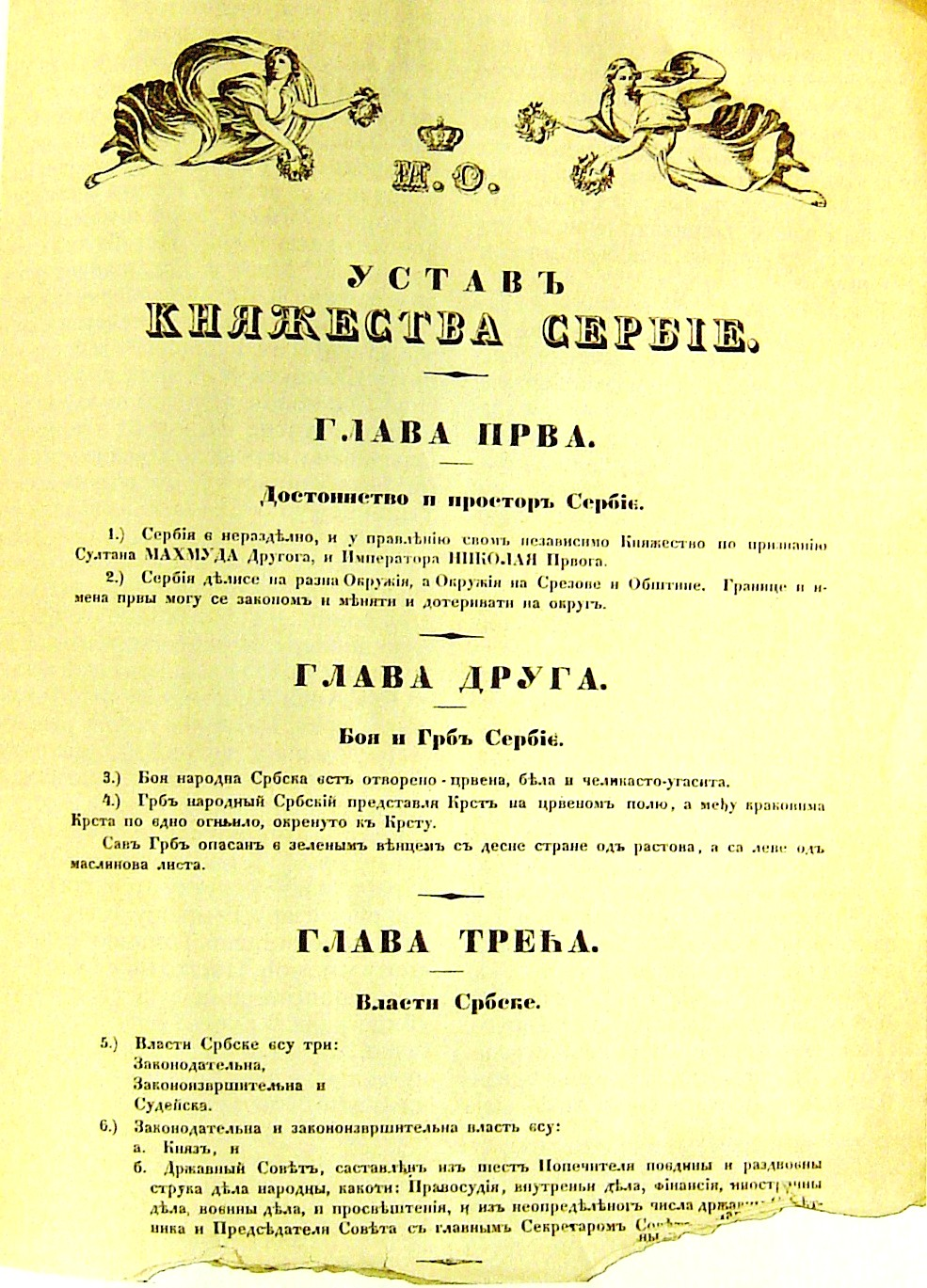
První strana dokumentu

Sretenjská ústava (srbsky Сретењски устав) byla první moderní ústavou autonomního Srbského knížectví. Dokument, který byl vypracován po vzoru francouzského z roku 1814 a belgické ústavy z roku 1830 byl na svou dobu velmi liberální, pokrokový a zařadil se mezi první svého druhu v Evropě.
Ústava se zmiňovala o demokratických institucích, jakými jsou například volený parlament, schvalující zákony a rozpočet – jako „centrální orgány moci“ uváděla knížete, státní radu a národní skupštinu. Taková ústava se přirozeně nemohla líbit oběma garantům srbské autonomie, tedy Rusku a Osmanské říši, kde panovaly mnohem více autoritářské režimy, obávající se přirozeně růstu vlivu liberálních sil. Nespokojenost vyjádřilo i sousední Rakousko. Kníže Miloš Obrenović se tak nakonec rozhodl ústavu nepřijmout.